# Jewgienij Łapienkow
Jewgienij Borisowicz Łapienkow, ros. Евгений Борисович Лапенков (ur. 1 sierpnia 1984 w Moskwie) – rosyjski hokeista.

## Kariera
- Witiaź Podolsk (2001-2003)
- Mietałłurg Nowokuźnieck (2003-2004)
- HK Dmitrow (2004-2005)
- Kristałł Elektrostal (2005)
- Kristałł Saratów (2005)
- Chimik Woskriesiensk (2005-2006)
- Łokomotiw Jarosław (2006-2007)
- Mietałłurg Nowokuźnieck (2007-2008)
- Nieftiechimik Niżniekamsk (2008-2010)
- Spartak Moskwa (2010-2011)
- Nieftiechimik Niżniekamsk (2011)
- Ak Bars Kazań (2011-2012)
- Jugra Chanty-Mansyjsk (2012)
- Awtomobilist Jekaterynburg (2012-2013)
- Mietałłurg Nowokuźnieck (2013-2014)
- Awtomobilist Jekaterynburg (2014)
- HK Soczi (2014-2015)
- Nieftiechimik Niżniekamsk (2015)
- Jugra Chanty-Mansyjsk (2015-2017)
- HK Soczi (2017-2018)
- Traktor Czelabińsk (2018)
- Siewierstal Czerepowiec (2018-2019)

Wychowanek Witiazia Podolsk. Od września 2013 po raz trzeci w karierze zawodnik Mietałłurga Nowokuźnieck. Od maja 2014 ponownie zawodnik Awtomobilistu Jekaterynburg. Od października 2014 zawodnik HK Soczi. W maju 2015 po raz trzeci w karierze został zawodnikiem Nieftiechimika, podpisując dwuletni kontrakt. Od listopada 2015 ponownie zawodnik Jugry. Od maja 2017 ponownie zawodnik HK Soczi. W czerwcu 2018 został graczem Traktora Czelabińsk. W grudniu 2018 przeszedł do Siewierstali Czerepowiec. Wiosną 2019 przedłużył tam kontrakt, a pod koniec października tego roku odszedł z klubu.